# Episkopos (Neues Testament)
Episkopos (ἐπίσκοπος epískopos, deutsch ‚Aufseher‘), Plural Episkopen, war eine antike Bezeichnung für Personen, die in einem Verwaltungskontext, speziell im Bereich der Finanzen, Kontrollaufgaben hatten.
Im Neuen Testament kommen Episkopen neben anderen christlichen Funktionsträgern vor. Traditionelle Bibelübersetzungen bezeichnen sie als „Bischöfe“. Es ist aber sinnvoll und üblich, diese frühchristlichen Amtsträger sprachlich von den Inhabern des späteren monarchischen Bischofsamts zu unterscheiden.

## Die Verbenepisképtomaiundepiskopéō
Die Verben ἐπισκέπτομαι episképtomai und ἐπισκοπέω episkopéō bedeuten
1. die Übersicht über etwas haben,
2. etwas prüfen, untersuchen (auch medizinisch),
3. besuchen.

Das alles kann auch von Gottheiten ausgesagt werden.
Im hellenistischen Judentum (Septuaginta) wird episképtomai häufig gebraucht, um den Gedanken auszudrücken, dass Israels Gott sich seinem Volk oder einzelnen Menschen gnädig zuwendet. Im Neuen Testament wird dieser Sprachgebrauch im Lukasevangelium (besonders betont im Lobgesang des Zacharias) und in der Apostelgeschichte aufgenommen. Darüber hinaus kann episképtomai im frühchristlichen Kontext den Krankenbesuch bezeichnen, das Ausschau-Halten nach geeigneten Personen für gemeindliche Aufgaben (Apg 6,3 ) oder das umsichtige Verhalten, um Fehler zu vermeiden.

## Das Amt des Episkopos außerhalb des Neuen Testaments
Im Profangriechischen wurde das Substantiv epískopos unspezifisch gebraucht und konnte einen Statthalter ebenso bezeichnen wie einen kommunalen Beamten, den Aufseher des Bau- und Münzwesens oder den Funktionsträger eines Vereins. In der Komödie Die Vögel (5. Jahrhundert v. Chr.) ließ Aristophanes einen Athener Stadtvogt (epískopos) auftreten, der in Wolkenkuckucksheim ein Rechtssystem nach Athener Vorbild einrichten soll. Als man ihn schlägt, stößt er leere Drohungen aus. Für das Publikum war klar: ein epískopos hat keine echte politische Macht.
Die Quellenlage für epískopos als Funktionsträger eines Kultvereins ist nicht sehr ergiebig. Eine in diesem Zusammenhang oft genannte Inschrift aus Delos bezeichnet den Leiter eines dionysischen Kultvereins (Thiasos) als epískopos.
Dieser breite Gebrauch des Begriffs epískopos bestätigt sich auch beim Blick auf das hellenistische Judentum: Im Bereich des Kultus werden Episkopen für Kontrollaufgaben genannt, ein Beispiel ist Num 4,16 : „Aufseher (über Folgendes) ist Eleazar, der Sohn des Priesters Aaron: das Öl des Lichts und das Räucherwerk der Zusammenstellung und das tägliche Opfer und das Salböl, die Aufsicht über das ganze Zelt und was in ihm ist im Heiligtum, mit allen Arbeiten.“ Aber auch militärische Funktionsträger oder Aufseher über die Bauarbeiten am Jerusalemer Tempel werden in der Septuaginta als Episkopen benannt.

## Das Amt desmevaqqerin den Schriftrollen vom Toten Meer
Nach Publikation der ersten Texte vom Toten Meer wurde vermutet, dass das vor allem in der Damaskusschrift erwähnte, aus der biblischen und frühjüdischen Literatur sonst nicht bekannte Amt des mevaqqer vorbildhaft für die christliche Gemeindeorganisation und das Amt des Episkopos gewesen sei. Dies gilt aber in der neueren Forschung als unwahrscheinlich. Die früheste Bezeugung des epískopos als christliches Amt stammt aus der Gemeinde von Philippi, bei der eine Beeinflussung durch das Qumran-Schrifttum schwer vorstellbar ist.
Die Damaskusschrift sah vor, dass jede Ortsgruppe („Lager“) des Jachad von einem מבקר mevaqqer geleitet werden sollte. Dieses Amt wird häufig als „Aufseher“ (englisch: overseer) übersetzt, möglich wären aber auch „Kümmerer“ oder „Kontrolleur“. Ob es durch Wahl, Losverfahren oder auf andere Weise vergeben wurde, ist unbekannt. Die Befugnisse des mevaqqer waren umfassend. Er entschied über die Aufnahme von Kandidaten, unterrichtete die Mitglieder in der Lehre des Jachad, schlichtete Konflikte in den Familien, entschied in Ehesachen oder über Handelsbeziehungen, kurz er kontrollierte das Leben der Mitglieder bis ins Kleinste. Die Amtsbezeichnung mevaqqer gibt es in der Hebräischen Bibel noch nicht, bei dieser nachbiblischen Begriffsprägung werden Einflüsse aus dem hellenistischen Vereinswesen vermutet.
Der mevaqqer führte auch Buch über Regelverstöße der einzelnen Mitglieder, die Sanktionen zur Folge hatten, bis hin zum Ausschluss. Unter den Schriftrollen vom Toten Meer ist ein sehr fragmentarisches Dokument, das möglicherweise eine solche Dokumentation von Strafen, die ein mevaqqer gegen Mitglieder verhängte, darstellt: 4Q477. Das ist aber nicht so sicher, wie der von der Herausgeberin Esther Eshel gewählte Titel des Dokuments vermuten lässt: „Vom Aufseher gemeldete Zurechtweisungen“ (4QRebukes Reported by the Overseer).

## Episkopen im Neuen Testament
Der Begriff epískopos begegnet sechsmal im Neuen Testament, einmal bezogen auf Jesus Christus als Hirten und Hüter der Seelen (1 Petr 2,25 ) und fünfmal als Bezeichnung für ein gemeindliches Amt.

### Episkopen und Diakone in Philippi
Paulus von Tarsus richtete den Philipperbrief an die „Episkopen und Diakone“ in Philippi (Phil 1,1 ). Dabei handelt es sich um das einzige Vorkommen des Begriffs epískopos in den authentischen Paulusbriefen. In der Exegese wird die ungewöhnliche Kombination der beiden Amtsbezeichnungen gern mit besonderen Gegebenheiten in Philippi erklärt. Diese epigraphisch gut bekannte römische Kolonie zeichnete sich durch ein reiches Vereinswesen aus. Peter Pilhofer vermutet, dass die philippische Christengemeinde besonderen Wert auf Vereinsämter gelegt habe. Benedikt Eckhardt weist aber darauf hin, dass die epigraphischen Zeugnisse des Vereinswesens von Philippi aus einer späteren Zeit stammen und zu einem großen Teil lateinisch sind. Dass die Christen in Philippi Funktionsträger ihrer Gemeinde nach lokalen Vorbildern als Episkopen und Diakone benannten, sei möglich, aber nicht beweisbar. „Natürlich können die Christen sich wie andere Vereine organisiert haben. … In das aus den erhaltenen Vereinsinschriften zu rekonstruierende Bild passen die Christen [allerdings] nicht hinein.“ Der Philipperbrief enthält keine Informationen zu den Aufgaben der Episkopen und Diakone und wie diese einander zugeordnet waren. Jürgen Roloff vermutet, dass die frühchristlichen Episkopen als Kollegium tätig waren und zu ihren Aufgaben „neben der Administration auch die Leitung der Mahlversammlung und die Wahrung der gemeindlichen Ordnung“ gehörten. Das ist aus den Aufgaben von Episkopen in der Profangräzität erschlossen.

### Die Presbyter-Episkopen von Ephesus

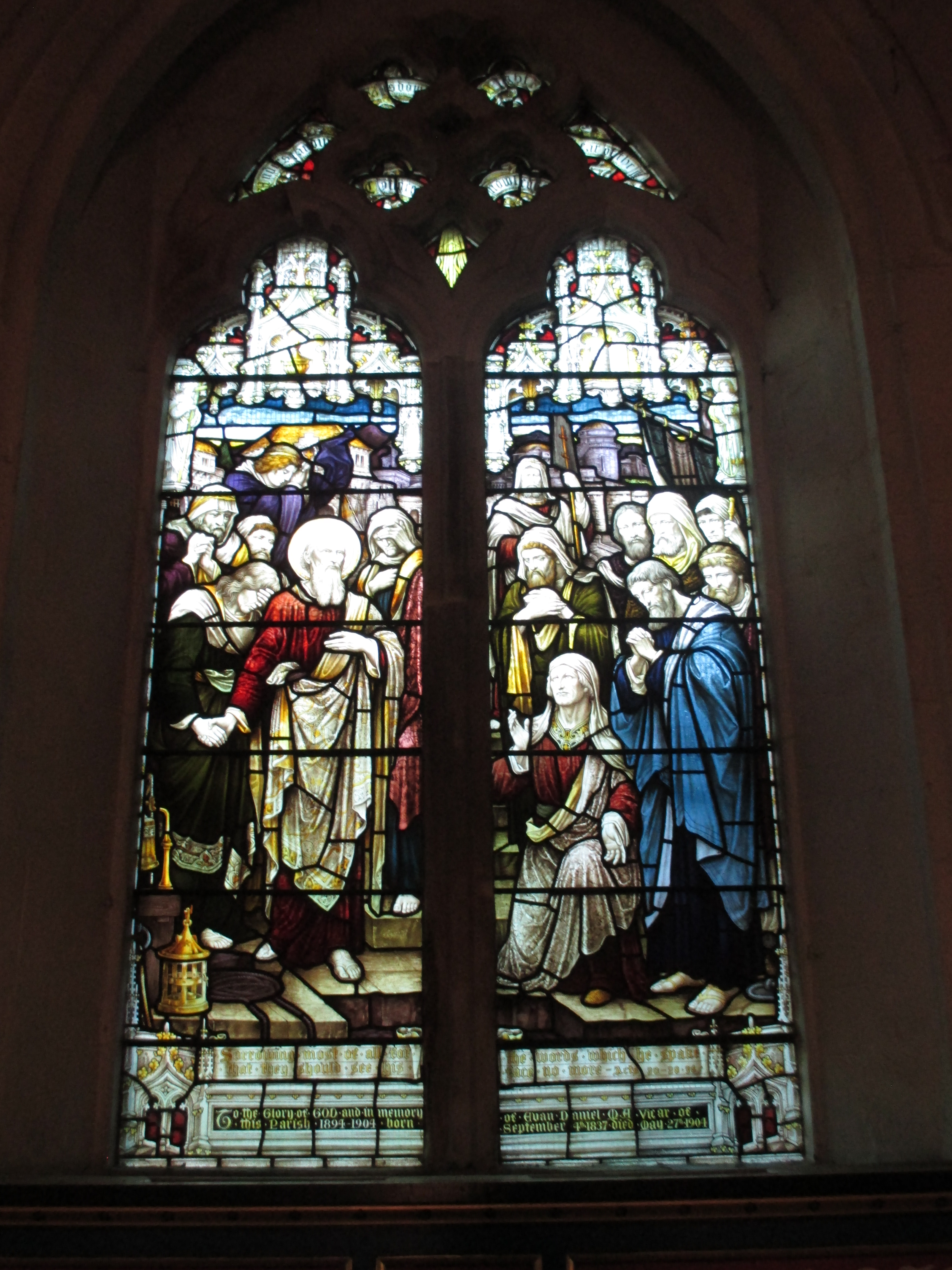
Abschied des Paulus von den Ältesten aus Ephesos (Glasfenster, St Mary’s Church, Horsham, 1906)

Die Apostelgeschichte beschreibt, wie Paulus auf dem Weg in Gefangenschaft und Martyrium die Ältesten (Presbyter) der Gemeinde von Ephesos zu sich nach Milet ruft, um sich in einer feierlichen Rede von ihnen zu verabschieden. In dieser Rede spricht er sie als Episkopen an, denen von Gott ein Hirtenamt an der ganzen Gemeinde aufgetragen sei. Der Verfasser der Apostelgeschichte macht die Lebensweise des Paulus durch diese Rede zum Vorbild für die Presbyter-Episkopen (diese Amtsbezeichnungen werden offenbar gleichgesetzt) und christliche Amtsträger überhaupt.
Mit der älteren Forschung interpretiert Jürgen Roloff die Darstellung der Apostelgeschichte als bewusste „Verschmelzung der paulinischen Episkopenverfassung mit der palästinischen Ältestenverfassung.“ Eine Alternative hierzu schlägt Alistair C. Stewart vor. Er vermutet, dass die paulinischen Gemeinden als Hauskirchen organisiert waren, denen je ein Episkopos vorstand. Wenn diese Episkopen aus einer Stadt oder Region zusammenkamen, wie es hier für Ephesos vorgestellt ist, bildeten sie ein Kollegium der Ältesten (Presbyter). Die gleiche Person, die in ihrer Hauskirche Episkopos ist, ist in der städtischen bzw. regionalen Zusammenkunft demnach ein Presbyter.

### Der ideale Episkopos der Pastoralbriefe
Den Pastoralbriefen (Titusbrief, 1. und 2. Timotheusbrief) ist gemeinsam, dass sie die christliche Gemeinde in Analogie zu einem antiken Hauswesen verstehen. Diesem stand der Pater familias vor. In der Gemeinde ist zwar Gott der Hausherr (δεσπότης despótēs), aber dieser hat in jedem Ort nach Tit 1,7  den jeweiligen Episkopos als „Hausverwalter“ eingesetzt. Dabei bleibt in der Schwebe, ob die beiden Adressaten und Paulusschüler Timotheus und Titus selbst als Episkopen verstanden werden.
Die umfangreichen Verhaltensanweisungen für den Episkopos in Tit 1,5–9  sind in einen Kontext eingebettet, der bei Annahme der Pseudepigraphie natürlich ein fiktiver Kontext ist – eine idealtypische Situation: Der Apostel Paulus hat auf Kreta das Fundament der christlichen Mission gelegt, sein Schüler Titus sollte das Werk vollenden und auf der sprichwörtlich städtereichen Insel allerorten Älteste (Presbyter) einsetzen. Im Brief wiederholt Paulus dem Titus noch einmal, was er ihm mündlich in Bezug auf die Ältesten schon erklärt hatte. Das gilt nun für die Episkopen. Dass Presbyter und Episkopen für den Verfasser ein und das gleiche sind, liegt hierbei sehr nahe. Diese schriftlichen Anweisungen des Paulus sind nötig, weil in der Zwischenzeit auf Kreta Irrlehrer aufgetreten sind. Der Episkopos ist der kompetente christliche Lehrer, der ihnen entgegentreten kann. In dieser Eigenschaft gipfelt der ganze Katalog von Qualifikationen.
Die beiden Timotheusbriefe gelten ebenfalls meist als pseudepigraph. Nach Analyse von Michael Theobald ist die vorgestellte Situation eine andere. Handelt es sich auf Kreta um Neugründungen, so richten sich die Timotheusbriefe nach Ephesos, eine der frühen Paulusgemeinden. Hier ist die Gemeindeorganisation bereits weiter fortgeschritten. Es gibt ein Presbyterkollegium (ähnlich Apg 20,17 ). Das Episkopenamt kann man selbst anstreben („eine schöne Aufgabe“, vgl. 1 Tim 3,1 ). Die Abgrenzung zu anderen Gemeindeämtern (Diakone, Presbyter, Witwen) ist im 1. Timotheusbrief diffus. Michael Wolter meint, dass es sich bei den Eigenschaften, die für jedes dieser Ämter genannt werden, „nicht um die Festlegung von Kompetenzen und Aufgaben handelt, sondern daß hier Eignungskriterien und Berufs- wie Standeseigenschaften und -pflichten formuliert werden.“ Die Brisanz dieser Frage zeigt sich darin, ob das Lehren ein Privileg des Episkopos ist, oder ob auch die übrigen Amtsträger lehrend tätig sind; die Exegeten sind hierbei geteilter Meinung. Die Anforderungen an die charakterliche Eignung des Bewerbers zum Episkopenamt sind streng, aber nicht spezifisch christlich. Sie entsprechen zeitgenössischer Alltagsethik. Ehelosigkeit ist nicht Voraussetzung, im Gegenteil: der Interessent soll zeigen, dass er sich als Haushaltsvorstand bewährt hat.
Der Episkopos repräsentiert die Christen von Ephesos in der städtischen Öffentlichkeit, darum muss er einen guten Leumund haben (1 Tim 3,7 ). Der Episkopos von Ephesos übernimmt also gesamtgemeindliche Verantwortung, und dies ist etwas Neues im 1. Timotheusbrief gegenüber dem Titusbrief. Pseudepigraphie bedeutet natürlich auch, dass ein Rückschluss auf die realen Organisationsstrukturen in Ephesos oder anderswo nicht möglich ist. Der Autor wirbt dafür, den Episkopos als „einen Hauptverantwortlichen im Kreis der Presbyter in einer Stadt“ zu benennen.

## Rezeptionsgeschichte
Das Charakterbild des idealen Episkopos in 1 Tim 3,1–7  wurde in der christlichen Auslegung so aufgefasst, dass ein Bischof bzw. Kleriker seine Aufgabe nur dann gut wahrnehmen könne, wenn sein Privatleben untadelig sei. Hier schließen Johannes Chrysostomos, Ambrosius von Mailand und Gregor der Große mit Abhandlungen über die rechte Lebensweise des Priesters sowie die mittelalterlichen Bischofsspiegel an. Auch das Ideal des Zölibats entwickelt sich in diesem Kontext.
Für das Konzept des Bischofsamts in Lateineuropa wurde die Auslegung des Hieronymus prägend. Denn Hieronymus setzte Episkopos (= Bischof) und Presbyter (= Priester) weitgehend gleich; der Vorrang des Bischofs bestand demnach nur im Recht zu ordinieren. Für die lateinischen Theologen des Hochmittelalters stand die Eucharistie im Zentrum, und hier gab es nichts, was der Priester nicht ebenso gut wie der Bischof vollziehen konnte. Die Priesterweihe galt als Voraussetzung für das Bischofsamt, bis hin zu der allerdings nicht von allen geteilten Ansicht, dass das Bischofsamt kein eigener ordo sei und Priester mit Zustimmung des Papstes auch von Priestern ordiniert werden könnten. In einigen spätmittelalterlichen Klöstern ordinierten Äbte, welche die Priesterweihe besaßen, selbst Mönche zu Priestern – manchmal auch ohne päpstliche Genehmigung.
Die Wittenberger Reformation schloss sich exegetisch an Hieronymus an. Sie schuf das Amt des Superintendenten (superintendens ist lateinische Übersetzung von ἐπίσκοπος epískopos, deutsch ‚Aufseher‘) als geistliches Aufsichtsamt im Sinne der Pastoralbriefe, während die politischen Funktionen des mittelalterlichen Bischofs an weltliche Fürsten übergingen (Landesherrliches Kirchenregiment). Die Evangelisch-reformierten Kirchen entwickelten dagegen auf Grundlage des Neuen Testaments synodale Leitungsstrukturen (Vierämterlehre). Die römisch-katholische Kirche ließ die Frage der Zuordnung von Priester- und Bischofsamt auf dem Konzil von Trient noch unentschieden; Robert Bellarmin vertrat dann entschieden die Sakramentalität des Bischofsamtes und wandte diese Lehre kritisch gegen die Kirchen der Reformation.